# Tomo Križnar
Tomo Križnar, slovenski popotnik, potopisec, humanitarec, mirovni aktivist in zagovornik človekovih pravic. * 26. avgust 1954, Jesenice.

## V zaporu
Leta 2003 pa je bil zaprt v zaporu ob delovanju v Etiopiji. Policija ga je aretirala na območju omejenega gibanja, ker naj bil tam brez potrebnega dovoljenja.
Križnar je bil od 20. julija 2006 zaradi ilegalnega vstopa v Sudan in zaradi obtožbe vohunstva do 5. septembra 2006 zaprt v tamkajšnjem zaporu. Križnar, ki naj bi bil Drnovškov posebni odposlanec za krizno žarišče sudanske pokrajine Darfur, se je napotil v Sudan brez vizuma, ker mu ga sudansko veleposlaništvo na Dunaju ni izdalo v nekaj dneh. Sodišče v kraju El Fašir ga je 14. avgusta obsodilo na dve leti zaporne kazni in plačilo kazni v višini 2000 evrov. Po pomilostitvi so ga izgnali iz države. Ozadje tega dogodka je bila politika tedanjega slovenskega predsednika Janeza Drnovška, oziroma njegovo prizadevanje za preprečitev genocida nad prebivalci Darfurja, zato so se na obsodbo odzvali tudi slovenski politiki. Sodišču je pismo poslal tudi predsednik Drnovšek in prosil za njegovo pomilostitev. Po navodilih tedanjega zunanjega ministra Dimitrija Rupla je v Sudan odpotoval slovenski konzul v Kairu. Po diplomatskem posredovanju Slovenije, je tedanji sudanski predsednik Omar al Bašir 2. septembra 2006 podpisal sklep o njegovi pomilostitvi. 5. septembra 2006 se je Križnar vrnil v Slovenijo.
19. maja 2016 je bil aretiran v Južnem Sudanu, ker naj ne bi imel uradnih dovoljenj za snemanje in gibanje na vojnem območju med Južnim Sudanom in Sudanom. Po posredovanju Ministrstva za zunanje zadeve RS, Veleposlaništva Republike Slovenije v Egiptu in Veleposlaništva Republike Nemčije v Južnem Sudanu, je bil 28. maja izpuščen.

## Jaz ne trgujem z večnostjo
Na okrogli mizi v organizaciji Župnije Trnovo »Kdo potrebuje boga?« v KUD France Prešeren v Ljubljani 18. maja 2011 je na temo večnosti sogovorniku nadškofu dr. Antonu Stresu Tomo Križnar rekel: »Jaz ne trgujem z večnostjo, saj je treba trpljenje ljudi reševati na zemlji, ne pa jim namesto tega obljubljati tolažbe v nebesih.«

## Družina
Tomov oče France Križnar z Okroglega pri Naklem je leta 1968 objavil knjigo spominov na NOB in na koncentracijsko taborišče Dachau z naslovom: Ne vdaj se, fant. 

Tomo Križnar zadnja leta živi z ženo Bojano in hčerko Majo v Postojni.

## Humanitarno prizadevanje
Tomo Križnar je ustanovil svojo humanitarno ustanovo, ki se osredotoča na pomoč ljudem v Sudanu (tudi za zdravljenje ter preprečevanje širjenja gobavosti) in na drugih konfliktnih območjih. Ustanova producira dokumentarne filme in izdaja knjige, ki ozaveščajo o pomenu zaščite staroselskih ljudstev in naravnih virov.
Poleg tega od svoje prve vrnitve iz Sudana sodeluje z organizacijo H.O.P.E. ki jo je ustanovil Klemen Mihelčič. Ta zbira prispevke za video nadzor konfliktnih območij z uporabo kupljenih miniaturnih video kamer, mini prenosnikov ter satelitskih modemov (usmerjevalnikov), ki tudi v brezpotjih omogočajo internetno povezavo.